# Sven Thunman
Sven Thunman, född den 20 april 1920 i Södertälje stadsförsamling, död den 8 juli 2004 i Södertälje-Tveta församling, var en svensk ishockeyspelare i Södertälje SK.
Sven Thunman var en av Södertälje SK:s (SSK) största idrottsprofiler. Han debuterade i SSK 1937 som 17-åring och är ensam i klubben att ha erövrat tre SM-titlar. Han spelade 18 säsonger och 239 matcher för SSK.
Sven Thunmans debut i landslaget skedde den 4 januari 1947 i en landskamp mot Norge. Totalt spelade han 135 landslagsmatcher och är stor grabb nummer 30. Han deltog i VM och OS mellan åren 1948 och 1955. Han blev världsmästare med Tre Kronor 1953 och erövrade en bronsmedalj i Olympiska vinterspelen 1952.
Efter karriärens slut fortsatte Sven Thunman som domare i både ishockey och fotboll. Sven Thunman fanns med i Guiness Rekordbok 2001 som världens då äldste idrottsdomare. Han var aktiv som knattedomare i ishockey säsongen 2004 och dömde korpfotboll så sent som under våren 2004.

## Meriter
- SM-guld 1944, 1953, 1956
- OS-brons 1952
- VM-guld 1953
- VM-silver 1951
- VM-brons 1952, 1954